# Jean-Baptiste Farochon
Jean-Baptiste Eugène Farochon (* 10. März 1812 in Paris; † 1. Juli 1871 ebenda) war ein französischer Medailleur und Bildhauer.
Farochon war Schüler von David d’Angers. 1835 gewann er den 1. Grand Prix de Rome und studierte von 1836 bis 1839 an der Académie de France à Rome in der Villa Medici. Danach wurde er Professor an der École de gravure. Von 1864 bis 1871 war er Leiter des Gravurateliers der École Nationale Supérieure des Beaux-Arts in Paris. Neben zahlreichen Medaillen schuf er u. a. eine Marmorstatue und eine Büste Jean-Jacques Rousseaus im Besitz des Louvre.